# Атентат на цара Александра II
Тринаестог марта (првог по јулијанском календару), цар Русије Александар II Николајевич, убијен је у Санкт Петербургу 13. марта 1881, док се враћао у Зимски дворац из Михаиловског Манежа путујући у затвореној кочији.
Убиство је планирао Извршни комитет Народне воље, углавном Андреј Жељабов. 25-26 августа 1879, на годишњицу крунисања, 22 члана Извршног комитета Народне Воље одлучио је да убије Александра II у нади да ће то изазвати револуцију. Од четворо убица које је координисала Софија Перовска, двојица су заправо починила дело. Један атентатор, Николај Рисаков, бацио је бомбу која је оштетила кочију, што је навело цара да напусти кочију. У овом тренутку, други убица, Игнаћи Грињевецки, бацио је бомбу која је смртно ранила Александра II.
Александар II је претходно преживео неколико покушаја убиства, укључујући покушаје Дмитрија Каракозова и Александра Соловјева, покушај да се динамитом подигне у ваздух царски воз у Запорожју и бомбардовање Зимског дворца у фебруару 1880. Атентат се у популарно сматра најуспешнијом акцијом руског нихилистичког покрета 19. века.

## Планирање
Група је отворила продавницу сира у Елисејевом Емпориуму у Малој Садовој улици и искористила једну од просторија за копање тунела који се протезао до средине улице, где су полагали велике количине динамита. Ручне бомбе је дизајнирао и произвео углавном Николај Кибалчич. Ноћ пре напада, Перовскаја је заједно са Вером Фигнер (такође једна од седам жена у Извршном комитету) помогла је у састављању бомби.

Жељабов је требало да руководи бацањем бомби на цара, а он је требало да нападне Александра II бодежом или пиштољем у случају да и мина и бомбе не дају циљани резултат. Када је Жељабов ухапшен два дана пре напада, организацију је преузела његова супруга Софија Перовскаја.
- Андреј Жељабов (осуђен и обешен)
- Софија Перовскаја (осуђена и обешена)
- Николај Рисаков (осуђен и обешен)
- Игнаћи Грињевецки  (умро од рана од 2. експлозије)
- Иван Јемељанов (20 година затвора; помилован)
- Николај Кибалчич(осуђен и обешен)
- Тимофеј Михајлов (осуђен и обешен)
- Хесја Хелфман (умрла у затвору после порођаја 1882)
- Николај Саблин (извршиосамоубиство)
- Вера Фигнер (20 година затвора; помилована)

## Последице по Јевреје
Александар II је сматран толерантним према Јеврејима. Током његове владавине укинути су посебни порези на Јевреје, а Јеврејима који су завршили средњу школу било је дозвољено да живе ван насеља насеља, и стекли су право на државно запошљавање. Велики број образованих Јевреја преселио се што је пре могуће у Москву, Санкт Петербург и друге веће градове. Александар III Александрович, који је наследио свог оца након његовог убиства, промени је третман Јевреја.
Важност улоге Хесије Хелфман у атентату била је неутврђена, а њено јеврејско порекло било је наглашено. За другог завереника Хрињевецког, такође се причало да је Јевреј, иако изгледа да за то није било основа. После атентата донети су Мајски закони. Атентат је такође инспирисао узвратне нападе на јеврејску заједнице. Током ових погрома, на хиљаде јеврејских домова је уништено; многе породице су осиромашене, а велики број мушкараца, жена и деце је повређен или убијен у 166 градова у југозападним провинцијама Царства.